# Trochalopteron affine
Trochalopteron affine é uma espécie de ave da família Leiothrichidae.
Pode ser encontrada nos seguintes países: Butão, China, Índia, Myanmar, Nepal e Vietname.